# Свети Андрей (Света гора)
Вижте пояснителната страница за други значения на Свети Андрей.
„Свети Андрей“ (на гръцки: Σκήτη Αγίου Ανδρέα) е гръцки православен общежителен скит в Атонската Света Гора, подчинен на манастира Ватопед, разположен в близост до Карея. Това е най-големият атонски скит, който по своята големина и украса превъзхожда повечето от атонските манастири. Посветен е на Свети Андрей и е под юрисдикцията на Константинополската патриаршия. В скита се помещава Светогорската духовна академия.

## История
Скитът Свети Андрей възниква от уединена килия посветена на Свети Антоний Велики, основана през XVII век върху земя на Ватопедския манастир от константинополския патриарх Атанасий III Пателарос(+1654), който се оттегля в Атон, който изгражда храм посветен на Свети Антоний. Сто години по късно на това място, друг константинополски патриарх – Серафим II (+1768), изгражда голяма килия на три етажа с две църкви: „Покров Богородичен“ и „Свети Андрей Първозванни“ (не е запазена до наши дни). Килията на Серафим е толкова красива, че била наречена „Σεράϊ“ („Серай“, т.е. дворец, палат). И двамата патриарси се почитат като ктитори на скита.
През 1841 г. руските монаси Висарион и Варсанофий откупуват от Ватопедския манастир земята върху която са построени килиите. Тържественото откриване на обновения скит се състои на 22 октомври 1849 г. Скитът се устройва като общежителен руски скит. От този момент нататък скитът започва да се преустройва и разширява, в него пристигат много нови руски монаси.
Заради внушителните размери и красота, гърците наричат скита двореца „Свети Андрей“. Главната църква в чест на Свети Андрей е един от най-големите действащи православни храмове на Балканския полуостров. Тя е с дължина 60 метра, ширина 29 метра, с разгъната застроена площ 2100 квадратни метра. Изградена е от гранит и има 150 прозорци. В църквата има красив позлатен резбован иконостас; в нея се съхраняват частици от мощите на 70 светци, като основната светиня е главата на Свети Андрей. Камбанарията на манастира е с височина 37 метра, с 25 камбани, най-тежката от която тежи 5 тона. Църквата е построена във византийски и готически стил, през 1881 – 1900 г. от Йоанис Стилианос от Бел камен с щедрата помощ на видни руски благороднически фамилии и великия руски княз Алексей Александрович, по проект на петербургския архитект М.А. Щурупов. Храмът е тържествено осветен на 16 юни 1900 г. от константинополския патриарх Йоаким III.
До Октомврийската революция в скита живеят около 800 монаси. В него има типография, аптека и ковачница, дърводелска работилница, шивачница, фотоателие, които обслужват не само монасите, но и цялата Света гора. В скита се издава православния вестник „Наставление и утешение в православной вере“.
Всичко това започва да се променя след 1917 г. Притокът на руски монаси, щедрите дарения и материална поддръжка секват, и сградите на скита постепенно започват да се рушат. На 16 август 1958 г. голям пожар унищожава цялото западно крило на скита, в което се помещава и библиотеката: изгарят двадесет хиляди книги и ръкописи както и целия архив на скита. През 1971 г. умира последният руски монах – отец Сампсон, и за близо двадесет години скитът опустява и започва да се руши.
Възраждането на скита започва през 1992 г. когато в него се заселват гръцки монаси от манастира Ватопед. През 2001 г. за нов дикей e избран отец Ефрем от манастира Филотей. Скоро след това в скита се появяват и руски послушници. В наши дни в скита живеят около 15 монаси. По своята площ и богатство скитът превъзхожда повечето атонски манастири. Сградите постепенно се възстановяват от Ватопедския манастир.
В скита се съхранява чудотворната икона „Богородица Утешение“ Главна реликва на скита е скъпоценна мощехранителница с част от главата на Свети Андрей. Освен съборната църква, в скита има още 16 по малки църкви и параклиси.